# Vellocino de oro

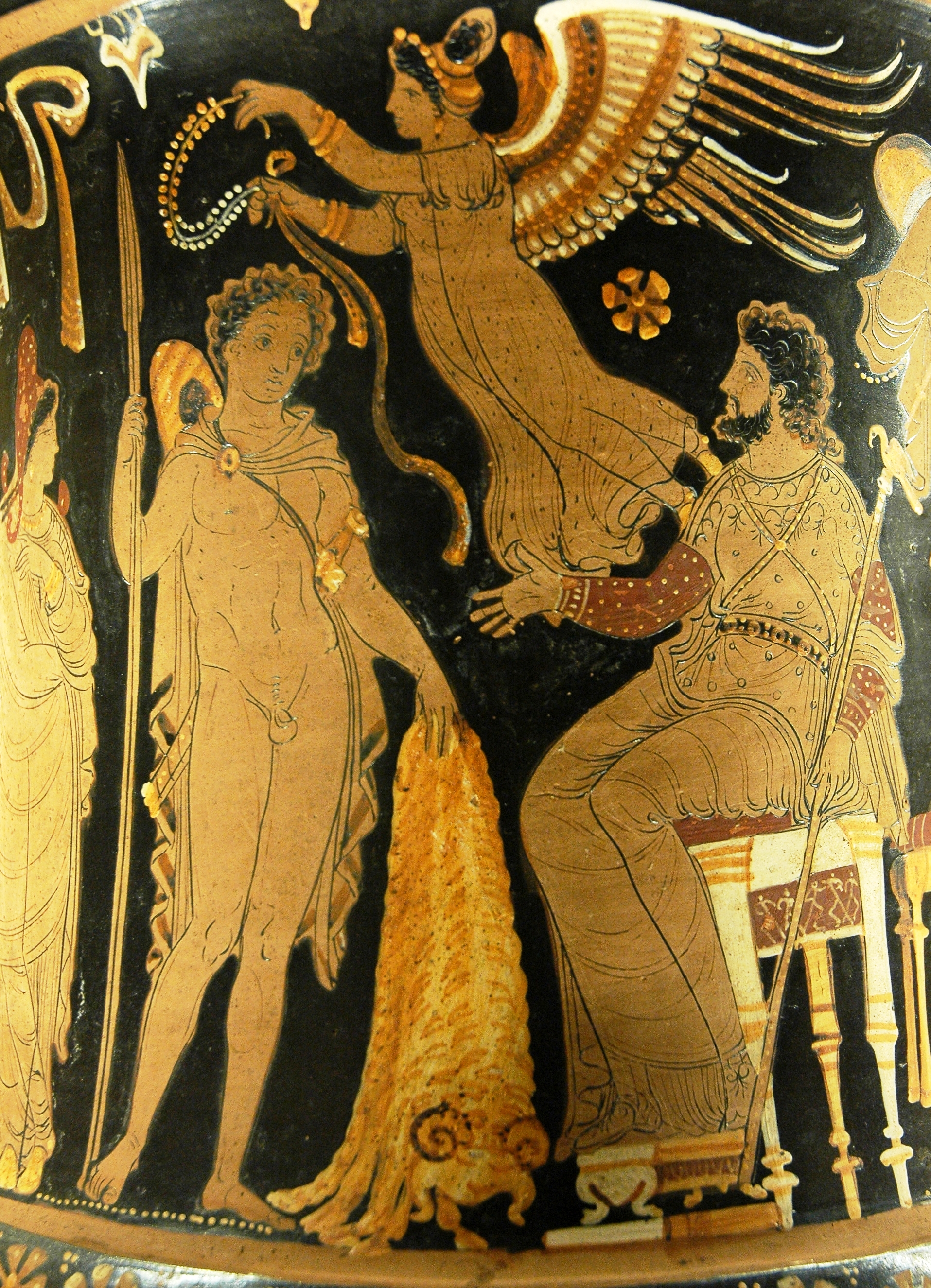
Jasón regresa con el vellocino de oro en una crátera roja de Apulia, ca. 340 - 330 a. C.

El vellocino de oro (en griego antiguo: Χρυσόμαλλον δέρας, Krysómallon déras, lit. 'piel de vello dorado'; en georgiano: ოქროს საწმისი, oqros satsmisi) era, en la mitología griega, el vellón o zalea del carnero alado y de lana dorada —crisómalo (Χρυσόμαλλος, Krysómallos)—, que rescató a Frixo y lo llevó a la Cólquida, donde Frixo lo sacrificó después a Zeus. Frixo entregó el vellocino al rey Eetes, que lo guardó en un bosque sagrado, de donde Jasón y los argonautas lo robaron con la ayuda de Medea, la hija de Eetes. El vellocino es un símbolo de autoridad y realeza.  
Según el relato, Jasón y los argonautas partieron en su búsqueda por órdenes del rey Pelias para lograr que Jasón ocupase justamente el trono de Yolco en Tesalia. Se decía que el carnero era hijo de Poseidón y de Teófane.A través de la ayuda de Medea, consiguen el vellocino de oro. La historia es muy antigua y circulaba ya en la época de Homero (siglo VIII a. C.). Sobrevive en varias formas, entre las cuales varían los detalles.
En la actualidad, las variaciones heráldicas del vellocino de oro aparecen frecuentemente en Georgia, especialmente en escudos y banderas asociadas con los municipios y ciudades de Georgia occidental (la Cólquida histórica), incluyendo el escudo de la ciudad de Kutaisi, la antigua capital de la Cólquida.

## Historia
Atamante, rey de la ciudad de Orcómeno en Beocia (una región del sudeste griego), tomó como primera esposa a la diosa nube Néfele, con quien tuvo dos hijos, Hele y Frixo. Más tarde se enamoró de Ino, la hija de Cadmo y se casó con ella. Ino tenía celos de sus hijastros y planeó matarlos (en algunas versiones, persuadió a Atamante de que sacrificar a Frixo era la única forma de acabar con una hambruna).
Néfele o su espíritu se apareció ante los niños con un carnero alado cuya lana era de oro. Los niños huyeron montando el carnero sobre el mar, pero Hele cayó y se ahogó en el Helesponto (el estrecho de Dardanelos), llamado así en su honor (ponto es ‘mar’ en idioma griego).
El carnero llevó a Frixo hasta la Cólquida, a la lejana (oriental) playa del mar Euxino (el mar Negro). Frixo sacrificó entonces al carnero a los dioses. En esencia, este acto retornó al carnero al dios Poseidón, y el carnero se convirtió en la constelación de Aries. 
Frixo se asentó en la casa de Eetes, hijo de Helios el dios sol. Colgó la piel del carnero de un árbol (en varias versiones un roble) consagrado al dios Ares, donde fue guardada por el dragón de la Cólquida, que nunca dormía y cuyos dientes podían transformarse en soldados cuando eran plantados en la tierra. El dragón estaba al pie del árbol sobre el que se puso el vellocino. Allí permaneció hasta que Jasón se hizo con él.

## Interpretaciones
Se han realizado intentos de interpretar el vellocino de oro no solo como un objeto extravagante en un mito, sino como el reflejo de un objeto o práctica cultural real. Así, por ejemplo, se ha sugerido varias veces que la historia del vellocino de oro significaba la llegada de la ganadería a Grecia desde el este, o que aludía al trigo dorado o al sol.
Otra interpretación se apoya en las referencias de algunas versiones a la tela púrpura o teñida de púrpura. El tinte púrpura extraído de caracoles del género Murex y especies relacionadas era muy caro en tiempos antiguos, y la ropa hecha de tela teñida con él era señal de gran riqueza y elevada posición (de ahí la asociación del púrpura con la realeza). La relación del oro con el púrpura es por tanto natural y ocurre frecuentemente en la literatura.
Una interpretación más extendida relaciona el vellocino de oro con un método para extraer oro de los ríos que está bien avalado (pero solo desde cerca del siglo V a. C.) en la región de Georgia al este del mar Negro. Zaleas de oveja, a veces extendidas sobre marcos de madera, se sumergían en la corriente de agua y las pepitas de oro que bajaban desde río arriba se recogían en ellos. Los vellocinos se colgaban entonces en los árboles para secarlos antes de sacudirles o peinarles el oro.
El antiguo origen del mito, en tiempos anteriores a la literatura, significa que todas las interpretaciones existentes son muy posteriores y en mayor o menor grado racionalizaciones que sufren del muy incompleto conocimiento de la cultura en la que surgió. La mayoría han sido criticadas en la literatura arqueológica. Un intento de construir una explicación más plausible, mediante su ubicación en lo que se conoce de esa cultura, señala, curiosamente, a una de las primeras propuestas, en concreto que el vellocino de oro representa la idea de la realeza y la legitimidad: de ahí el viaje de Jasón en su busca, para restaurar el legítimo gobierno de Yolco.

## Toisón de oro

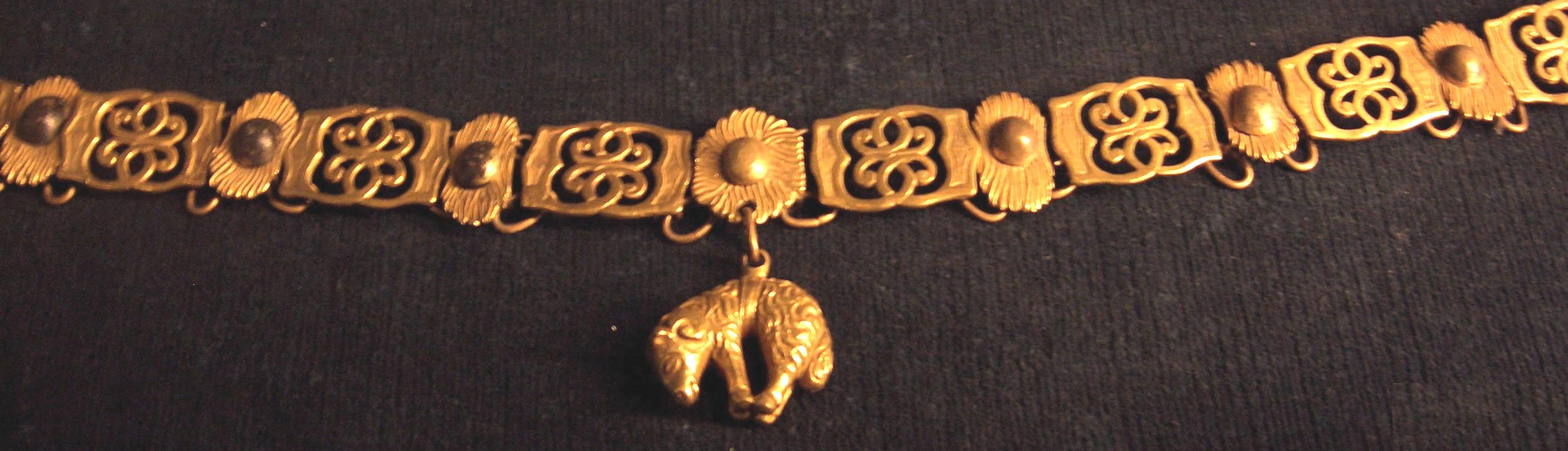
El toisón de oro.

En el siglo XV, el vellocino de oro fue elegido como símbolo para la cadena o condecoración de la Orden del Toisón de Oro (en francés, toison significa ‘vellón’).
Esta orden de caballería fue creada en 1430 por Felipe el Bueno, duque de Borgoña.
El vellocino que pendía del collar de la nueva orden se convirtió en el símbolo de Jerusalén, ciudad santa situada a oriente, al igual que Cólquida, que debía ser reconquistada por el duque y sus caballeros mediante una cruzada, para devolverla al seno de la Iglesia de Roma.
La Orden del Toisón de Oro subsiste aún hoy dividida en dos ramas, cada una con su gran maestre: el Rey de España y el jefe de la Casa de Habsburgo.